# Манаенки
Манаенки — село в Арсеньевском районе Тульской области России. 
В рамках административно-территориального устройства входит в Центральный сельский округ Арсеньевского района, в рамках организации местного самоуправления включается в муниципальное образование Манаенское со статусом сельского поселения в составе муниципального района.

## География

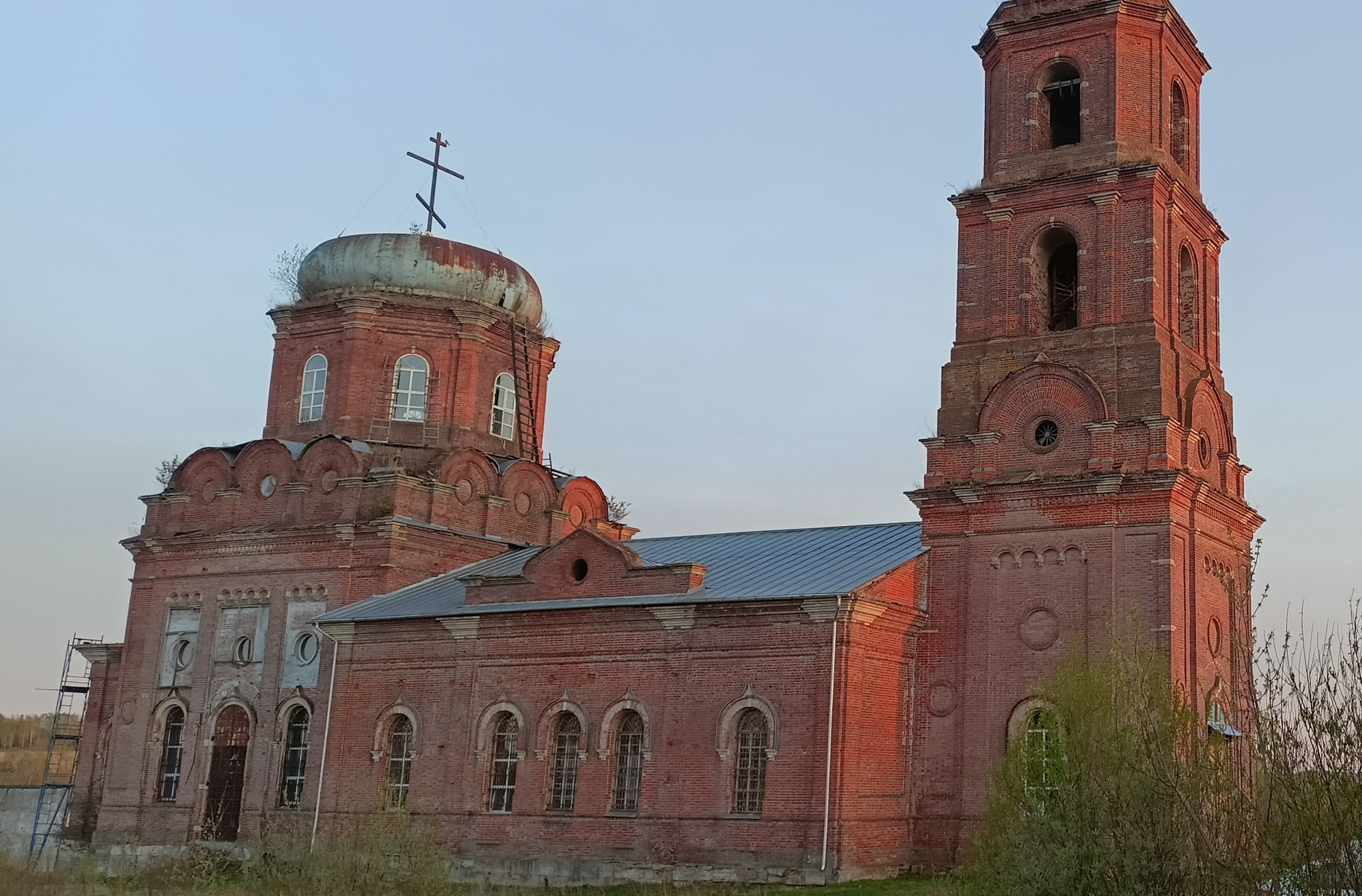
Церковь Георгия Победоносца

Расположено в 14 км к западу от райцентра — посёлка городского типа Арсеньево.

## Население
| 2002 | 2010 |
| ---- | ---- |
| 367  | ↘265 |